# Mannus von Köln
Mannus (Manne, Man) von Köln zu Worms, auch Mannus von Worms (hebräischer Name מנחם בן שמעון - Menachem ben Simon; geboren in der 1. Hälfte des 14. Jahrhunderts vermutlich in Köln; gestorben nach 1386 vermutlich in Worms) war ein deutscher jüdischer Unternehmer, der in Köln und Worms wirkte.

## Leben
Mannus von Worms stammte aus Köln. Sein Vater Simon (gest. zwischen 1349 und 1377) konnte mit seiner Familie offenbar dem Pogrom von 1349 in Köln entkommen und fand Aufnahme in der Eifelstadt Montjoie (Monschau). Simon und sein Sohn Isaak, Mannus’ Bruder, nannten sich nach ihrem Zufluchtsort Simeon Munschau und Isaak von Montjoie oder Monschau.

### Ansiedlung in Worms
Mannus von Köln ließ sich vor 1362 in Worms nieder und betrieb dort Kreditgeschäfte. Er und sein Schwiegersohn Gottschalk von Worms waren Schutzjuden des Grafen Diether VIII. von Katzenelnbogen (1340–1402). Die Grafen von Katzenelnbogen besaßen seit 1312 das Judenregal und haben verschiedentlich auswärtige Juden gegen Bezahlung in Schutz genommen.
1370 gewährte Mannus dem Ritter Jakob Schnittlauch (Snydelauch) von Kestenburg als seinem „Scholtmar“ (Schuldner) ein Darlehen über 28 Goldgulden. Als Bürgen wurden die Edelknechte Johann Kämmerer von Worms († 1415) und Hans Frank von Lamsheim gestellt.

### Kölner Prozess
Graf (später Herzog) Wilhelm II. von Berg (1348–1408) hatte 1373 ein Darlehen über insgesamt 5.100 (= 2 × 2.550) Gulden bei den beiden Juden Bunheim Schaiff (gest. um 1392/94) aus Köln und Isaak van dem Bruele (vom, von Brühl) aufgenommen. Isaak van dem Bruele ist identisch mit Mannus’ Bruder Isaak von Montjoie aus Brühl. Er war der „Judenbischof“ (Gemeindevorsteher) des Erzbischofs Friedrich III. von Saarwerden (* um 1348; † 1414) in Köln. Als Isaak, der den Erzbischof unterstützte, um 1376 im sogenannten „Schöffenkrieg“ zwischen der Stadt und Friedrich III. aus Köln fliehen musste, beschlagnahmte die Stadt Waren bzw. Gelder, die Mannus und sein Schwiegersohn Gottschalk bei Isaak von Montjoie eingelegt hatten. Die Stadt Köln schrieb 1376 wegen der von Mannus angemeldeten Ansprüche auf das dem Grafen von Berg geliehene Geld an die Herzöge von Bayern (Rheinpfalzgrafen), die sich für Mannus eingesetzt hatten.
Im April 1378 sagte Graf Diether VIII. von Katzenelnbogen der Stadt Köln die Fehde an, weil sie Gottschalk und dessen Schwiegervater Mannus den Schaden nicht ersetzen wollte. Im Juni söhnte sich Graf Diether VIII. wegen der entstandenen Fehde mit der Stadt Köln aus. Ihm wurden 2.000 Gulden „von Mannis wegen“ zugesprochen.
Im August fanden in Koblenz Verhandlungen statt, zu denen die Erzbischöfe Friedrich III. von Köln und Kuno II. von Falkenstein († 1388) von Trier den Unterhändlern der Stadt Geleit gewährten. Diether VIII. machte beim Rat der Stadt Köln Schadenersatz über mehr als 2.000 Gulden „wegen Schädigung seines Juden Godschalk“ bzw. 2.550 Gulden wegen des seinem Schwiegervater vorenthaltenen Eigentums geltend. Herzog Wilhelm II. von Jülich und Geldern (1325–1393) bot seine Vermittlung an und wurde darum gebeten; Auf die Rückzahlung des Kredites über 2.550 Gulden an den Herzog Wilhelm II. von Berg musste Mannus verzichteten, was von Ritter Dietrich von Grenzau († 1416), Kurkölner Amtmann auf der Burg zur Nette bei Andernach, Johann von der Hauben († nach 1393) in Worms, Kammermeister von Pfalzgraf Ruprecht II. (1325–1398), und Diether VIII. von Katzenelnbogen besiegelt wurde.

### Worms
1377 war Mannus einer von 36 jüdischen Haushaltsvorständen, die der Stadt Worms ein Zwangsdarlehen von 20.000 Goldgulden gewähren mussten. Auch sein Schwiegersohn wurde wahrscheinlich zu dieser Abgabe genötigt.
Mannus von Köln und sein Schwiegersohn Gottschalk gewährten 1380 den Brüdern Friedrich († nach 1407) und Wolf von Meckenheim († zwischen 1395 und 1407) ein Darlehen über 100 Gulden guter Wormser Währung. Als Bürgen fungieren Ritter Heinrich Winter von Alzey († nach 1392) aus Worms sowie die Edelknechte Diether Kämmerer von Worms († 1398) und sein Vetter Heinrich Kämmerer von Worms gen. von Rodenstein († nach 1395).

## Familie
Als Kinder des Mannus von Köln aus Worms werden genannt:
1. Simon (gest. nach 1409), als „Symont Mannes son von Colne“ 1390 erwähnt, der zusammen mit Simon von Bensheim Pfandbriefe des Grafen Emich d. A. von Leiningen[A 7] auf die Dörfer Kleinbockenheim, Großbockenheim, Kindenheim und Gossenheim[A 8] besaß,[26] um 1398 bis 1409 als „Simon Mans“ in Zwingenberg belegt, Graf Johann IV. von Katzenelnbogen († 1444) zwang ihn und seinen Sohn Kaufmann 1409, auf alle Forderungen gegenüber der Grafschaft zu verzichten,[27]
2. (Tochter) (gest. nach 1388), verheiratet (⚭ vor 1375) mit Gottschalk von Worms (gest. nach 1388, vermutlich nach 1398).
3. Gottschalk von Bacharach oder Gottschalk von Oppenheim (gest. 1395/96) aus Köln, verheiratet mit Besselin (gest. nach 1395), 1362 in Bingen, 1367 in Bacharach,[11] wirkte später Sobernheim, Oppenheim und nach 1393 in Frankfurt am Main.[28]

Mannus' Bruder Isaak von Montjoie (Moynioye, Monschau, Monzauwe u. ä.) lebte nach 1360 in Brühl und ab 1372 in Köln. Er musste 1376 aus Köln fliehen und wohnte 1381 in Bonn.
„Vivelin Mannen bruder von Worms“ wurde 1369 für fünf Jahre in Straßburg aufgenommen. 1372 wurde „Isax bruder van deme Brule“, womit Vivelyn gemeint sein muss, in Köln aufgenommen. Er war vermutlich identisch mit Vyvus von Bryle (Broele, Bruele u. ä.), dem Schwiegersohn des Jakob von Jülich (Guylge, Gylche, Guilch) (gest. 1379/81) zu Koblenz und seiner Frau Gertrude (gest. nach 1381). Vyvus von Brühl zu Köln erscheint zwischen 1381 und 1401 als Kreditgeber der Stadt Andernach.
1372 wurde auch ein Anselm, Isaaks Bruder, in Köln aufgenommen.
Gomprecht von Bonn zu Andernach wird 1401 als Bruder des Vyvus von Köln bezeichnet. Er war zwischen 1388 und 1407 ein Kreditgeber der Stadt Andernach.